# Aire d'attraction de Tarbes
L'aire d'attraction de Tarbes est un zonage d'étude défini par l'Insee pour caractériser l’influence de la commune de Tarbes sur les communes environnantes. Publiée en octobre 2020, elle se substitue à l'aire urbaine de Tarbes, qui comportait 110 communes dans le dernier zonage qui remontait à 2010.

## Définition
L’aire d’attraction d'une ville est composée d’un pôle, défini à partir de critères de population et d’emploi ainsi que d’une couronne constituée des communes dont au moins 15 % des actifs travaillent dans le pôle. Le pôle d’attraction constitue ainsi un point de convergence des déplacements domicile-travail,.

## Type et composition
L’aire d'attraction de Tarbes est une aire inter-régionale qui comporte 153 communes : 146 situées dans les Hautes-Pyrénées, 4 dans les Pyrénées-Atlantiques et 3 dans le Gers.
Elle est catégorisée dans les aires de 50 000 à moins de 200 000 habitants, une catégorie qui regroupe 24,1 % de la population d'Occitanie et 18,5 % au niveau national.

### Carte

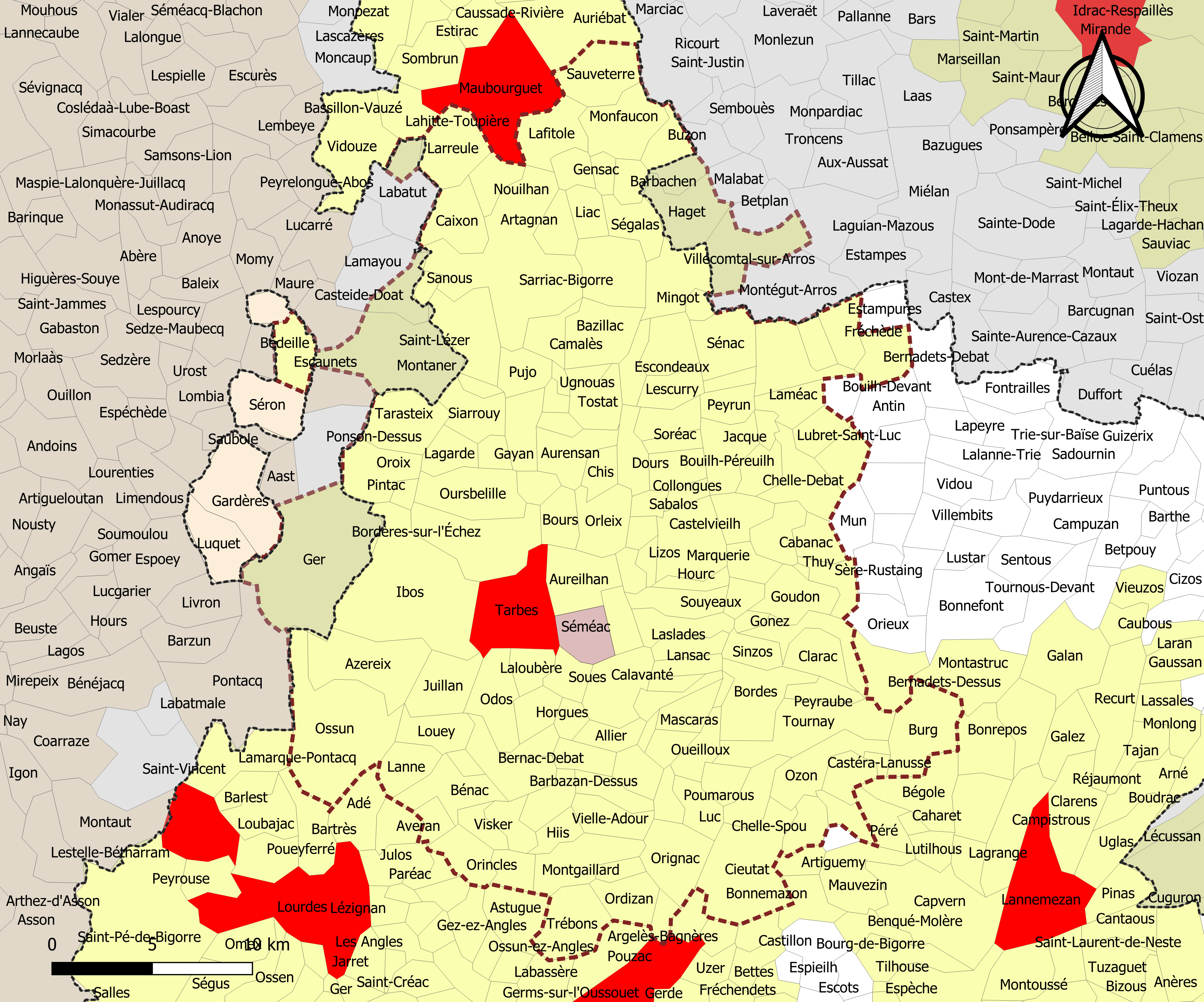
Carte de l'aire d'attraction de Tarbes.
Commune-centre
Commune du pôle principal
Commune de la couronne

### Composition communale
| Catégorie                 | Département          | Communes | Communes |
| Catégorie                 | Département          | Nombre   | Libellé |
| ------------------------- | -------------------- | -------- | --- |
| Commune-centre            | Hautes-Pyrénées      | 1        | Tarbes. |
| Commune du pôle principal | Hautes-Pyrénées      | 1        | Séméac. |
| Communes de la couronne   | Hautes-Pyrénées      | 144      | Allier, Andrest, Angos, Ansost, Antist, Arcizac-Adour, Artagnan, Aubarède, Aureilhan, Aurensan, Azereix, Barbachen, Barbazan-Debat, Barbazan-Dessus, Barry, Bazet, Bazillac, Bénac, Bernac-Debat, Bernac-Dessus, Bordères-sur-l'Échez, Bordes, Bouilh-Péreuilh, Boulin, Bours, Burg, Buzon, Cabanac, Caixon, Calavanté, Camalès, Castelvieilh, Castéra-Lanusse, Castéra-Lou, Chelle-Debat, Chelle-Spou, Chis, Cieutat, Clarac, Collongues, Coussan, Dours, Escaunets, Escondeaux, Fréchède, Fréchou-Fréchet, Gayan, Gensac, Gonez, Goudon, Hauban, Hibarette, Hiis, Hitte, Horgues, Hourc, Ibos, Jacque, Juillan, Lacassagne, Lafitole, Lagarde, Laloubère, Laméac, Lanespède, Lanne, Lansac, Larreule, Laslades, Layrisse, Lescurry, Lespouey, Lhez, Liac, Lizos, Loucrup, Louey, Louit, Luc, Mansan, Marquerie, Marsac, Marseillan, Mascaras, Mazerolles, Mingot, Momères, Monfaucon, Montgaillard, Montignac, Moulédous, Moumoulous, Nouilhan, Odos, Oléac-Debat, Oléac-Dessus, Ordizan, Orignac, Orincles, Orleix, Oroix, Osmets, Ossun, Oueilloux, Oursbelille, Ozon, Peyraube, Peyriguère, Peyrun, Pintac, Poumarous, Pouyastruc, Pujo, Rabastens-de-Bigorre, Ricaud, Sabalos, Saint-Lézer, Saint-Martin, Saint-Sever-de-Rustan, Salles-Adour, Sanous, Sarniguet, Sarriac-Bigorre, Sarrouilles, Sauveterre, Ségalas, Sénac, Siarrouy, Sinzos, Soréac, Soues, Souyeaux, Talazac, Tarasteix, Thuy, Tostat, Tournay, Trébons, Trouley-Labarthe, Ugnouas, Vic-en-Bigorre, Vielle-Adour, Villenave-près-Marsac, Visker. |
| Communes de la couronne   | Pyrénées-Atlantiques | 4        | Casteide-Doat, Ger, Monségur, Montaner. |
| Communes de la couronne   | Gers                 | 3        | Beccas, Haget, Villecomtal-sur-Arros. |